# Ilias Kasidiaris
Ilias P. Kasidiaris (Il Pireo, 30 novembre 1980) è un politico greco fondatore del partito Greci per la Patria. È stato un membro del Parlamento greco nonché portavoce del disciolto partito d'estrema destra Alba Dorata, giudicato dalle autorità come organizzazione criminale.
Sta attualmente scontando una pena in carcere di 13 anni e 6 mesi inflittagli nel 2020 per molteplici attacchi contro migranti e attivisti politici di sinistra.

## Biografia
Kasidiaris nacque a Il Pireo il 30 novembre 1980 da padre medico, Panagiotis Kasidiaris, e madre insegnante di filologia con specializzazione in archeologia. Da bambino era attratto dalla ginnastica, dalle arti marziali, dalla scrittura e dalla storia e per molti anni aveva preso lezioni di ballo, tra cui lezioni di tango.
Durante il servizio militare, Kasidiaris prestò servizio nella 1ª Brigata incursori paracadutisti "El Alamein" e, più precisamente, nel 35º Battaglione Commando a Cipro. Ha conseguito inoltre una laurea in agricoltura con specializzazione in chimica alimentare presso l'Università di Agraria di Atene.

## Protesta anti-moschea
Il 4 novembre 2016 Kasidiaris partecipò, presso Atene, a una protesta contro la costruzione della prima moschea voluta dallo stato. I manifestanti si opponevano a tale costruzione poiché il suo costo gravava sulle casse dello Stato. Il governo era guidato dalla Coalizione della Sinistra Radicale - Alleanza Progressista. Tra i manifestanti erano presenti molti membri della marina militare greca, poiché il luogo scelto per la costruzione della moschea era di proprietà della forza armata. Altra ragione che animò le manifestazioni fu il sottolineare come il governo stesse tagliando la spesa pubblica per i cittadini greci e come stesse inoltre mirando a ridurre l'influenza nella società ellenica della Chiesa greco-ortodossa, rappresentante oltre il 98% della popolazione.

## Controversie
Nel maggio 2012, nel corso di un'intervista condotta da Nikos Evangelatos, Kasidiaris non si espose sulla figura di Adolf Hitler, limitandosi ad asserire che "il suo [di Hitler] ruolo nella storia sarà giudicato nel tempo" e ribadendo successivamente la propria posizione contro gli immigrati in Grecia.
Il 23 ottobre 2012 Kasidiaris citò, in un discorso in parlamento, i Protocolli dei Savi di Sion citandone il seguente passaggio: "Per distruggere il prestigio dell'eroismo li manderemo a processo nella categoria di furto, omicidio e ogni tipo di abominevole e sporco crimine.". Kasidiaris, così come due dei suoi colleghi di Alba Dorata, furono da questa seduta privati delle loro immunità con voto unanime del parlamento.
A metà del 2013, mentre era in parlamento, Kasidiaris lasciò intendere che lui e gli altri membri del parlamento negavano l'Olocausto.
Il 17 settembre 2013, Kasidiaris insieme ad altri esponenti di Alba Dorata furono arrestati con l'accusa di appartenenza a un'organizzazione criminale, per cui sarebbero dovuti comparire in tribunale. Le accuse includevano omicidio, estorsione e coinvolgimento nella scomparsa di 100 migranti. Il 2 ottobre dello stesso anno fu rilasciato su cauzione del valore di 50.000 euro.
Il 2 aprile 2014, Takis Baltakos e Ilias Kasidiaris furono registrati in un video in cui parlavano dell'incarcerazione dei deputati di Alba Dorata. Takis Baltakos, il più fidato consigliere e capo dello staff di Samaras, fu filmato mentre accusava Samaras di aver avviato un'inchiesta giudiziaria contro il partito Alba Dorata per motivi politici. Quella settimana il parlamento votò per revocare l'immunità di cinque deputati di Alba Dorata accusati di aver orchestrato attacchi contro immigrati, oppositori politici e membri della comunità gay greca. Il ministro della giustizia Athanasiou e il ministro per la protezione dei cittadini Dendias furono implicati nel video. Baltakos fu costretto a dimettersi, rivelando poi che tra Nuova Democrazia e Alba Dorata c'era un'alleanza informale, con il sostegno del voto parlamentare. La custodia cautelare e gli arresti domiciliari prima di un processo diedero vita alla più significativa retata di massa di legislatori dal colpo di Stato militare nel 1967.
Il 10 luglio 2014 Kasidiaris fu arrestato nel carcere di Koridalos, con l'accusa di possesso di armi illegittimo con l'intento di rifornire un'organizzazione criminale.
Il 1º luglio 2015, Kasidiaris fu rilasciato dalla custodia cautelare dopo che i giudici del consiglio dei tribunali d'appello ritenettero che "il peso legale" del reato non fosse adeguato a giustificare la detenzione. Nelle condizioni del rilascio, per Kasidiaris l'obbligo di presentarsi regolarmente presso la stazione di polizia locale della sua residenza e la non autorizzazione a visitare gli uffici politici di Alba Dorata.
Il 15 luglio 2015, durante accesi dibattiti nel parlamento greco sull'approvazione di vari progetti di legge necessari come precursore dell'inizio dei negoziati per ricevere un terzo piano di salvataggio dell'economia greca, video di Kasidiaris che strappava delle carte durante un discorso appassionato hanno fatto il giro del mondo.
Il 7 ottobre 2020, Kasidiaris fu giudicato colpevole di gestire un'organizzazione criminale insieme ad altri membri della Alba Dorata.

## Assalto televisivo Dourou-Kanelli
Il 7 giugno 2012, durante un'apparizione televisiva su ANT1, Kasidiaris, in risposta a un disaccordo verbale, gettò un bicchiere d'acqua contro il politico greco Rena Dourou, e poi procedette ad aggredire fisicamente Liana Kanelli, dopo che lei lo aveva colpito con un pezzo di carta.
L'acceso scambio era partito dal dibattito sui diritti dei lavoratori immigrati rispetto ai quelli dei disoccupati greci e sullo sviluppo di giacimenti di gas nel nord di Creta, ma, alla fine, si è disintegrato sulle visioni sul regime dei colonnelli a sulla persecuzione degli attivisti dell'Alba dorata. La discussione si interruppe quando Kanelli definì Kasidiaris un "φασίστα", fascista. Kasidiaris rispose con disprezzo definendola una sporca comunista, "παλιόκομμούνι". Quando Dourou è intervenuto, dicendo che c'era una crisi democratica in Grecia e che Alba Dorata avrebbe riportato il paese indietro di 500 anni, Kasidiaris gli gettò contro dell'acqua, facendo partire una colluttazione. Nel mentre, Kanelli colpiva Kasidiaris con un foglio di carta e Kasidiaris la respingeva, schiaffeggiandola più volte.
In Grecia è stato apertamente discusso dalla stampa se Kasidiaris avesse avuto ragione o torto ed è stato ampiamente acclamato online. Nel marzo 2015 Kasidiaris si è presentato in tribunale per affrontare le accuse di lesioni gravi personali. Giorgos Papadakis, un presentatore e giornalista che ha assistito all'assalto, ha affermato che sono state fatte minacce anche alla troupe televisiva e ad altri dipendenti.
L'analista politico Theodore Couloumbis ha detto a Reuters che la vista di un giovane che schiaffeggia una donna potrebbe costare i voti del partito di estrema destra, soprattutto con le donne, anche se altri esperti pensavano che le immagini di violenza potessero giocare a loro favore: è stata ripresa una pagina Facebook dedicata a Kasidiaris. 6.000 "Mi piace" entro 24 ore. Kasidiaris era anche in attesa di processo per essere stato presumibilmente l'autista per la fuga per un'aggressione armata a un professore universitario ad Atene nel 2007. È stato dichiarato innocente di tutte le accuse relative all'incidente del 2007 nel marzo 2013, a causa della mancanza di prove contro di lui.